# Croquet aux Jeux olympiques

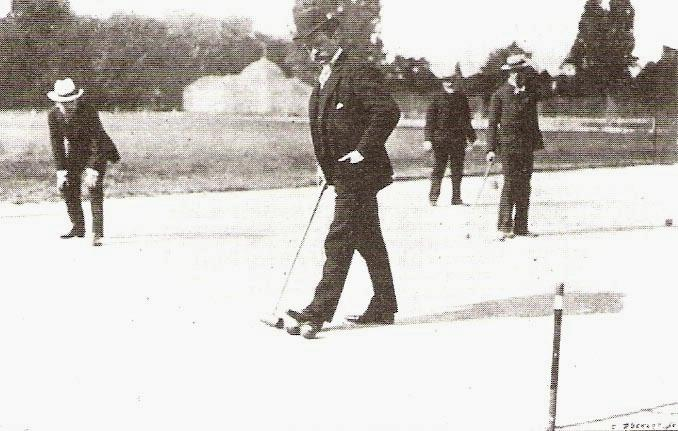
Joueurs en action.

Le croquet a fait une unique apparition aux Jeux olympiques, en 1900 à Paris. Une variante de ce sport a été présentée lors des Jeux olympiques de 1904, à Saint-Louis : le roque. Le croquet est le premier sport où les femmes ont concouru aux Jeux olympiques.

## Historique

### 1900: une unique apparition

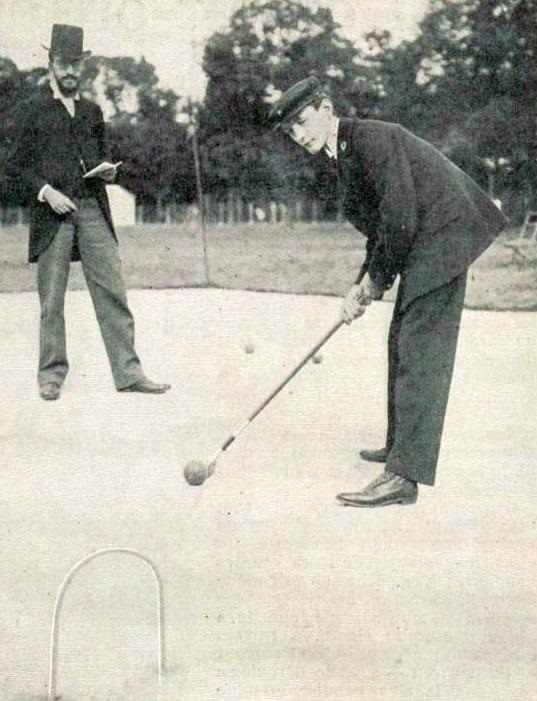
Épreuve de croquet des Jeux de 1900.

Pour un article plus général, voir Jeux olympiques de 1900.

#### Organisation
En 1900, les Jeux olympiques sont organisés sous le nom de « Concours internationaux d'exercices physiques et de sports », dans le cadre de l'exposition universelle de 1900, à Paris. L'Union des sociétés françaises de sports athlétiques (USFSA) est chargée de l'organisation des « Jeux athlétiques ». Le 27 mai 1899, la commission chargée de l'organisation de ces Jeux athlétiques désigne quinze activités qu'elle souhaite voir pratiquer au concours et y inclut le croquet. L'inscription y est payante : 3 francs pour l'épreuve de simple, 5 francs par équipe pour le championnat par équipe, 1 franc pour l'épreuve à handicap.
Les épreuves de croquet se tiennent sur plusieurs week-ends, entre le 24 juin et le 15 août, au bois de Boulogne. Elles n'attirent que peu de monde : une seule entrée payante est recensée : celle d'un Anglais qui a fait le voyage depuis Nice,,.

#### Concurrents
La répartition des épreuves sur plusieurs week-ends dissuade provinciaux et étrangers de participer au concours. Marcel Haëntjens participe lui également aux compétitions de sports équestres.
Les épreuves sont mixtes et le croquet est chronologiquement la première discipline de ces Jeux olympiques et donc la première discipline de l'histoire des Jeux olympiques modernes auxquelles des femmes participent, les épreuves des Jeux de 1896 ayant été intégralement masculines,. Un total de dix compétiteurs, dont trois femmes, sont recensés. Les Françaises Jeanne Filleul-Brohy, Marie Ohier et Mme Desprès sont ainsi les trois premières participantes de l'histoire des Jeux,.

### 1904 : le roque aux Jeux olympiques

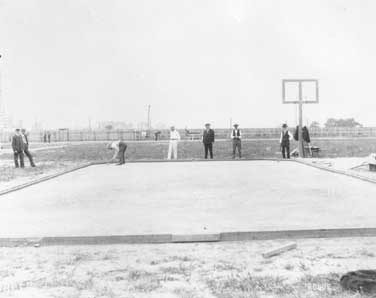
Épreuve de roque des Jeux de 1904.

## Palmarès
| Année | Ville | Épreuve             | Médaille d'or                    | Médaille d'argent | Médaille de bronze |
| ----- | ----- | ------------------- | -------------------------------- | ----------------- | ------------------ |
| 1900  | Paris | Simple, une balle   | Gaston Aumoitte                  | Georges Johin     | Chrétien Waydelich |
| 1900  | Paris | Simple, deux balles | Chrétien Waydelich               | Maurice Vignerot  | Jacques Sautereau  |
| 1900  | Paris | Double              | Gaston Aumoitte et Georges Johin | -                 | -                  |

## Tableau des médailles
| Rang | Pays   | Médaille d'or | Médaille d'argent | Médaille de bronze | Total |
| 1    | France | 3             | 2                 | 2                  | 7     |